# Richmondshire
Richmondshire war ein District in der Grafschaft North Yorkshire in England. Verwaltungssitz war die Stadt Richmond. Weitere bedeutende Orte sind Catterick mit Catterick Garrison, Colburn, Hawes und Leyburn.
Der Bezirk wurde am 1. April 1974 gebildet und entstand aus der Fusion des Municipal Borough Richmond, der Rural Districts Aysgarth, Leyburn, Reeth und Richmond sowie eines Teils des Rural District Croft. Er bestand bis 2023.

## Bauwerke
Koordinaten: 54° 20′ N, 2° 1′ W